# Orde van de Zwarte Adelaar (Pruisen)
De Hoge Orde van de Zwarte Adelaar was de eerste en hoogste ridderorde van het koninkrijk Pruisen.
De orde werd in 1701, een dag voor zijn kroning, door keurvorst Frederik van Brandenburg, daarna Frederik I, koning van Pruisen, ingesteld. De Orde van de Kousenband, de Orde van de Heilige Lodewijk en de Orde van Sint Andreas zouden model hebben gestaan.
De orde kende, zoals in die tijd gebruikelijk was, één rang: ridder, en beoogde een gemeenschap van dertig ridders te zijn.
Het in 1701 vastgestelde aantal van niet meer dan dertig ridders werd al in 1713 overschreden. In 1847 werden de statuten zo gewijzigd dat buitenlandse ridders in dit verband niet meer mee werden geteld.
De orde werd vooral aan vorsten en prinsen verleend. Ook ministers en generaals werden wel met deze orde onderscheiden. Het lidmaatschap van de orde van de Zwarte Adelaar verleende adeldom en de keten werd om het wapenschild van de ridders gehangen. De adeldom werd in 1848 erfelijk.
De Pruisische prinsen droegen de keten pas na hun belijdenis in de protestantse kerk. In 2008 werd op een beurs door de "heren van Brinckhorst", antiquairs in Bronckhorst, een exemplaar aangeboden "in der Prinzengröße". Deze kleine keten moet voor een jonge prins zijn vervaardigd.
Te midden van de adellijke generaals, staatshoofden en bestuurders valt de benoeming van de burgerlijke kunstschilder Adolph Menzel (1815-1905) op. De in 1898 benoemde Berlijnse schilder was een dwerg en hij verrukte keizer Wilhelm door, te midden van de andere Ridders, in de blauwe mantel van de Orde aan het hof te verschijnen.
In 1918 werden alle ridderorden in het Duitse Rijk en dus ook in Pruisen, afgeschaft. De verbannen keizer en koning van Pruisen, Wilhelm II, verleende in zijn Nederlandse ballingschap desondanks nog onderscheidingen in deze orde. Dames werden al door Frederik de Grote, die de tsarina van Rusland in de orde opnam, in de orde opgenomen. Wilhelm II verleende de Orde van de Zwarte Adelaar na zijn tweede huwelijk nog aan zijn nieuwe "keizerin" Hermine en binnen de Familie Hohenzollern wordt de Orde als een huisorde nog steeds verleend en gedragen. In Duitsland werd het verlenen van de huisorden en orden van de voormalig regerende vorsten door de naziregering verboden. Dit verbod werd in de Bondsrepubliek Duitsland weer opgeheven en in de 21e eeuw kan men de prinsen uit het Huis Hohenzollern het oranje lint en de ster van deze orde zien dragen.
Ook het huidige hoofd van het keizerlijke en koninklijke huis van de Hohenzollern, Georg Friedrich Ferdinand van Pruisen liet zich in de Almanach de Gotha van het jaar 2000 als "grootmeester in de Orde van de Zwarte Adelaar" opnemen.
Vanwege hun sterke familiebanden met Pruisen waren de stadhouders Willem IV en Willem V en ook koning Willem I ridders in deze orde. Zij werden ook vaak met de ster van deze orde afgebeeld. De keten is ook op de oudste rijtuigen van het Nederlandse Koninklijk Staldepartement afgebeeld.

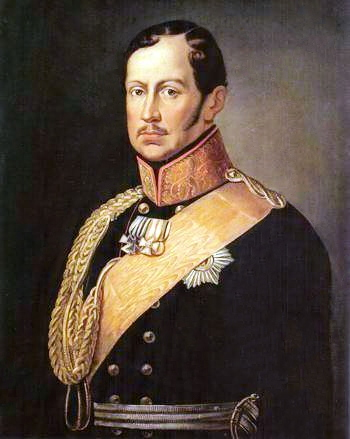
Frederik Willem III met lint en ster van de orde

## Versierselen en ordekleding
De ridders droegen een blauw geëmailleerd achtpuntig kruis, ofwel aan een zware gouden keten met schakels die afwisselend een zwarte adelaar en een medaillon met de ordespreuk "Suum Cuique" voorstelden ofwel aan een lint over de linkerschouder, en een zilveren achtpuntige ster. Bij bijzondere gelegenheden droegen de ridders een hoed met pluimen en een rode, blauwgevoerde mantel.
De juwelen van de orde werden ook wel met diamanten versierd. Catharina de Grote ontving een kruis en een ster die beiden met parels waren versierd.
Het lint van de orde was oranje ter ere van 's konings moeder, Louise Henriëtte van Nassau, een dochter van Frederik Hendrik van Oranje. De wapenspreuk "Suum Cuique", in het Duits "Jedem das Seine" en in het Nederlands wel met "Ieder het zijne" vertaald, wordt wel als het motto van de, zeker voor die tijd, verdraagzame Pruisische staat gezien.
Frederiks opvolgers waren minder pronkzuchtig en de Ordekleding en de keten van de orde geraakten na 1713 in onbruik. Pas onder Wilhelm II werden deze weer gebruikt.